# Camponotus wytsmani
Camponotus wytsmani é uma espécie de inseto do gênero Camponotus, pertencente à família Formicidae.